# Åsa Stenwall
Åsa Margareta Stenwall-Albjerg, född 20 maj 1953 i Pedersöre, är en finländsk folkhögskolelärare och litteraturvetare. 
Stenwall blev filosofie kandidat 1978, var lärare vid Nordens Folkhögskola Biskops-Arnö 1979–1982 och vid Finns folkhögskola/Cityfolkhögskolan sedan 1989. Hon har som litteraturvetare huvudsakligen studerat kvinnliga författarskap och hur samhällsnormer avspeglas i litteraturen. Av hennes skrifter kan nämnas Den frivilligt ödmjuka kvinnan (1979), en biografi över Fredrika Runeberg, Hur flickor blir kloka (1987), vilken behandlar skildringen av flickors uppväxt i böcker av bland andra Ulla-Lena Lundberg och Kristina Björklund, Den förvirrade äventyraren (1996), en studie över pojkars vuxenblivande i litteraturen och Portföljen i skogen (2001), vilken behandlar kvinnor och modernitet i det sena 1900-talets finlandssvenska litteratur. Hon tilldelades Längmanska kulturfondens Finlandspris till finlandssvenska författare 2004.